# Sadisdorf
Sadisdorf je vesnice, místní část velkého okresního města Dippoldiswalde v německé spolkové zemi Sasko. Nachází se v zemském okrese Saské Švýcarsko-Východní Krušné hory a má 397 obyvatel. 

## Geografická poloha
Sadisdorf leží v oblasti severního předhůří Krušných hor v nadmořské výšce 541 metrů. Nejbližšími sídly jsou Naundorf a Schmiedeberg na východě a Hennersdorf na západě. Sadisdorf je vzdálen zhruba 12 km vzdušnou čarou severně od česko-německé státní hranice v oblasti Moldavy v Krušných horách.

## Historie
Obec vznikla jako lesně-lánová ves. V první písemné zmínce ze 13. století se o ní hovoří jako o "Sydendorffu", jak byla původně pojmenována podle svého lokátora jménem Seyden. Významnou roli v ekonomickém rozvoji těchto míst již od středověku hrálo hornictví. K roku 1447 se váže zpráva o těžbě bohaté stříbrné žíly v jámě "Heiligen Kreuze" (česky "Svatý Kříž"). Opevněný kostel sv. Galluse pochází z let 1479/80. Poté, co poklesla výnosnost ložisek stříbra, těžily se v oblasti měděné a cínové rudy. V záznamech z roku 1886 je uvedeno, že se zde tohoto roku vytěžilo 40 670 kg rudy, která obsahovala 109 kg stříbra.
Od roku 2014 je Sadisdorf součástí Dippoldiswalde. Statisticky je zaznamenáno trvalé snižování počtu obyvatel, v roce 2017 jejich počet poklesl pod hranici čtyř set na 397 osob.

## Sadisdorf Lithium Project
V únoru 2017 podpisem memoranda o porozumění byl položen základ společného podniku "Sadisdorf Lithium Project" australských těžařů ze společnosti Lithium Australia a společnosti Tin International AG, která u Sadisdorfu prováděla průzkum od roku 2014 a která je dceřinou společností Deutsche Rohstoff AG. Samotná smlouva o společném podniku mezi australskou a německou stranou byla uzavřena v květnu 2017. Součástí společného podniku je významné ložisko cínových rud u Sadisdorfu, které by se mělo výhledově stát zdrojem těžby lithia. Podle odhadů, zveřejněných v prosinci 2017, polymetalické ložisko Sadisdorf může obsahovat zásoby cca 25 miliónů tun rudy s obsahem kolem 0,45% Li2O.

### Externí odkazy

Celkový pohled na Sadisdorf od jihozápadu